# Rogers (Arkansas)
Rogers ist eine Stadt im Benton County im US-Bundesstaat Arkansas, Vereinigte Staaten, mit 69.908 Einwohnern (Stand: Volkszählung 2020). Das Stadtgebiet hat eine Größe von 86,8 km². Die Stadt hat eine direkte Anbindung an die Interstate 540.
Im Jahre 1962 eröffnete Sam Walton seinen ersten Wal-Mart in Rogers.

## Sehenswürdigkeiten
- Daisy Airgun Museum
- Rogers Historical Museum
- Shelby Lane Thomas Kinkade Gallery

Nördlich der Pinnacle Hill Kirche befindet sich bei 36°18'52"N 94°11'17"W die höchste Gruppe von Kreuzen der Welt. Die drei im Kreis angeordneten Kreuze sind 53,34 Meter, 48,77 Meter und 44,2 Meter hoch.

## Bevölkerungsentwicklung
Wie die meisten Kleinstädte in Arkansas weist auch Rogers ein besonders hohes Bevölkerungswachstum auf. In Arkansas existieren inzwischen 9 Städte, die mit rund 50.000 oder mehr Einwohnern vor 50 Jahren meistens noch extrem klein waren. Die Probleme, die ein solches Bevölkerungswachstum mit sich bringt, sind vielseitig und in der Metropolregion, zu der Rogers gehört, lebten 2010 bereits 463.204 Einwohner. Durch die weltweite Wirtschaftskrise ist die Lage am US-Arbeitsmarkt seit mehreren Jahren schwierig und die dringend benötigten Arbeitsplätze für die neuen Einwohner stehen nicht in ausreichendem Maße zur Verfügung oder sind unterbezahlt.
Die Bundesstaaten bzw. Countys müssen wegen der Schuldenproblematik zunehmend Geld einsparen und kürzen daher an wichtigen Stellen. Etwa beim Ausbau der Infrastruktur (z. B. Müllabfuhr, Ausbau von Straßen, Öffentlicher Nahverkehr, Schienen oder Flughäfen etc.), dem Bau öffentlicher Gebäude wie neuer Schulen, Bibliotheken aber auch Feuerwehr- oder Polizeiwachen. Oftmals werden aus jenen Spargründen auch nicht genügend neue Beamte eingestellt. Eine Aufgabe die zahlreiche Städte, meistens in den sogenannten „Südstaaten“ in den kommenden Jahren bewältigen müssen.

## Söhne und Töchter der Stadt
- Loy W. Henderson (1892–1986), Diplomat und Hochschullehrer
- Joe Nichols (* 1976), Country-Musiker
- Matt Cornett (* 1998), Schauspieler